# King Night
King Night è il primo album in studio del gruppo musicale statunitense Salem, mixato da Dave Sardy (già collaboratore dei Red Hot Chili Peppers e dei Marilyn Manson). Delle 11 tracce in lista, solo 6 erano completamente inedite, mentre le altre 5 erano state già rese precedentemente pubbliche ufficialmente o dai fan.

## Tracce
1. King Night - 3:49
2. Asia - 3:38
3. Frost - 3:29
4. Sick - 3:24
5. Release da Boar - 5:01
6. Trapdoor - 4:40
7. Redlights - 3:43
8. Hound - 4:38
9. Traxx - 4:51
10. Tair - 2:14
11. Killer - 4:53
12. Water (bonus track della versione iTunes) - 2:54
13. Finna (bonus track della versione Amazon) - 3:44

## Accoglienza
| Recensione      | Giudizio |
| --------------- | -------- |
| AnyDecentMusic? | 6.7/10   |
| Metacritic      | 72/100   |
| AllMusic        |          |
| Uncut           |          |
| The Phoenix     |          |
| Fact            | 4.5/5    |
| NME             | 9/10     |
| Pitchfork       | 7.5/10   |
| Q               |          |
| Rolling Stone   |          |
| Spin            | 4/10     |
| The A.V. Club   | C        |

## Classifiche
| Classifiche (2010) | Posizione massima |
| ------------------ | ----------------- |
| USA                | 22                |

## Riconoscimenti
| Rivista (2010) | Premio                            | Anno | Posizione |
| -------------- | --------------------------------- | ---- | --------- |
| NME            | NME's Best Albums of 2010         | 2010 | #8        |
| Stereogum      | Stereogum's Top 50 Albums of 2010 | 2010 | #23       |
| The Quietus    | Quietus Albums of the Year 2010   | 2010 | #2        |
| DIY            | DIY's 50 Albums of the Year 2010  | 2010 | #26       |